# Capo Graziano

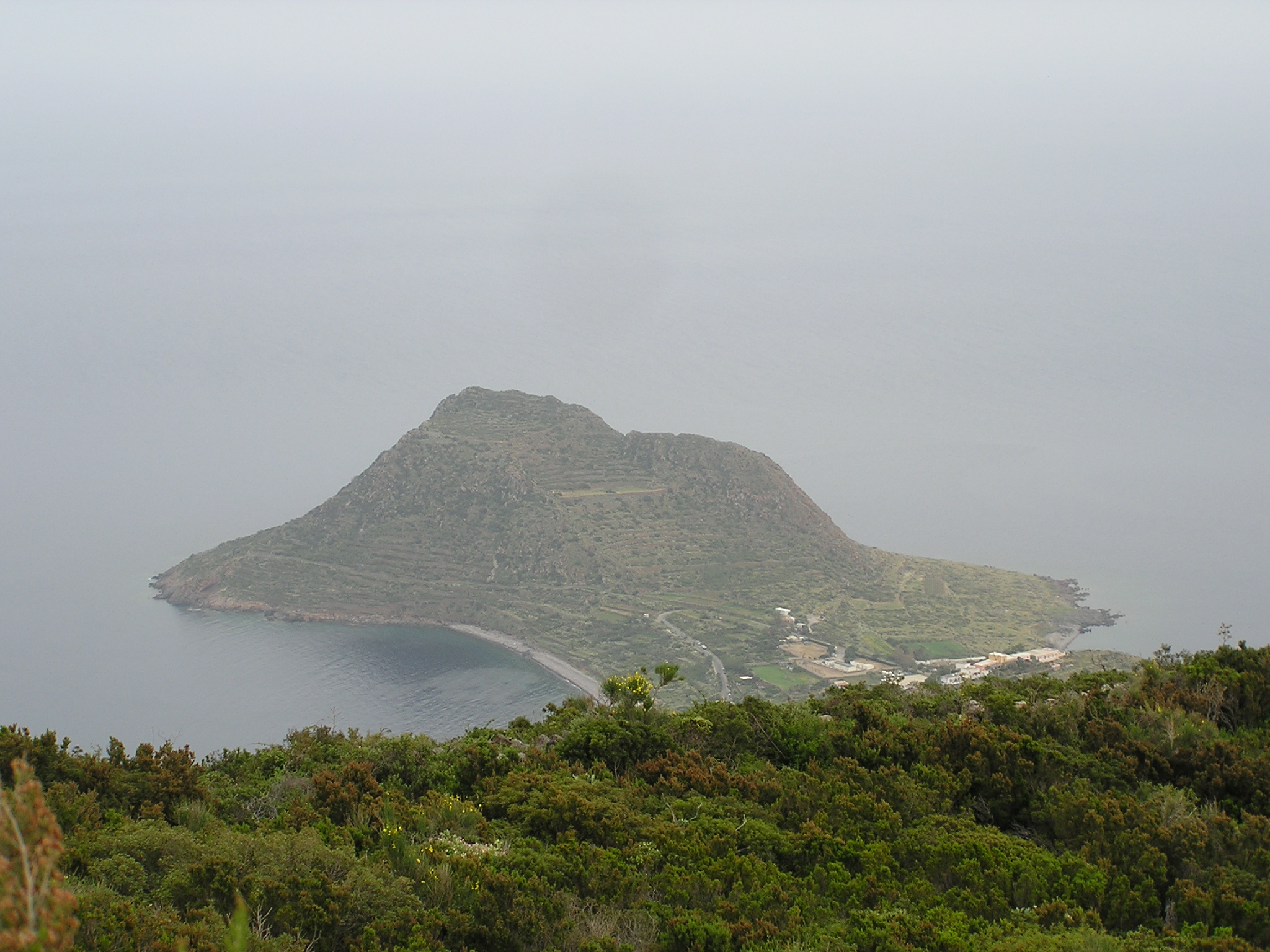
Capo Graziano

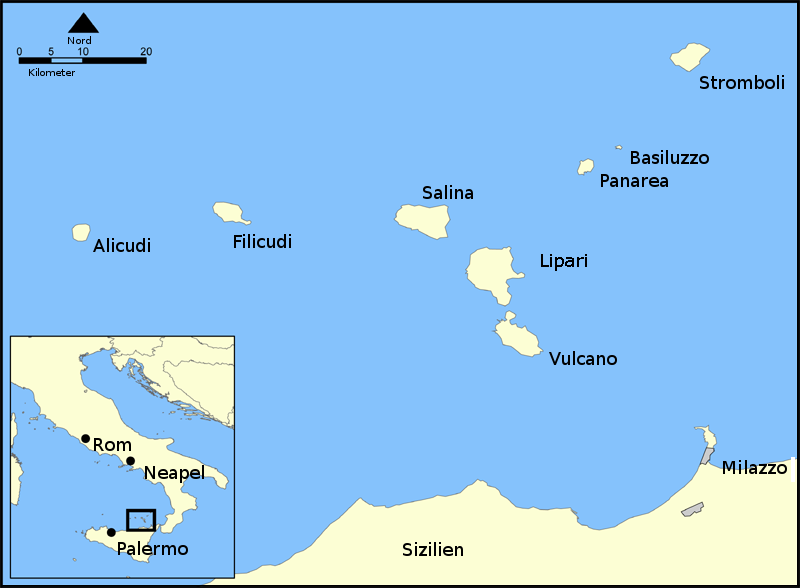
Die Äolischen Inseln

Das Capo Graziano ist ein Kap im Südosten der Insel Filicudi, die zum Archipel der Liparischen Inseln gehört, die im Tyrrhenischen Meer vor der Nordküste Siziliens liegen.
Auf einer Terrasse des Hangs der „Montagnola“, einer Erhebung des Kaps, sind Reste eines bronzezeitlichen Dorfes erhalten. Das Kap bzw. die gleichnamige Siedlung war namengebend für die auf den gesamten Liparischen Inseln verbreitete bronzezeitliche Capo-Graziano-Kultur (ca. 2200–1430 v. Chr.).
Bergwärts führen Felsstufen zur archäologischen Stätte Capo Graziano. In etwa 100 m Höhe erstreckt sich das Plateau (eine natürliche Terrasse) am steilen Hang der insgesamt 174 Meter hohen Montagnola mit dem „Villaggio Preistorico“, einer natürlich sehr gut geschützten Siedlung auf der Landseite des Capo Graziano, mit den Resten von über 20 runden oder ovalen Hütten. Ein paar weitere Hütten wurden auf etwa 140 Meter Höhe am selben Hang entdeckt. Die Siedlung gilt als historisch wertvoll. Sie entstand wahrscheinlich noch gegen Ende der ersten Phase der Capo-Graziano-Kultur (ca. 2200–1700 v. Chr.), also vor 1700 v. Chr. An zwei Stellen der flachen Landenge, die das Kap Graziano mit Filicudi verbindet, wurden Reste von Vorgängersiedlungen aus der Phase I der Capo-Graziano-Kultur entdeckt, die in Hafennähe angelegt, aber schlecht geschützt waren: Casa Lopez und Filo Braccio. Die Aufgabe wenig geschützter Siedlungen zugunsten von neuen Siedlungen an natürlich sehr gut befestigten Orten ist charakteristisch für den Übergang von der ersten zur zweiten Hauptphase der besagten Kultur und ist auch auf anderen Liparischen Inseln zu beobachten. Bei der Siedlung von Capo Graziano konnten mehrere – nicht immer leicht zu unterscheidende – Siedlungsphasen ermittelt werden, anhand von erneuerten Fußböden oder auch neuen, über älteren errichteten Hütten. Die jüngsten Funde stammen bereits aus der Milazzese-Kultur (ca. 1430–1270 v. Chr.).
Während Filicudi heute als raue Insel erscheint, mit wenig Trinkwasser, waren die Bedingungen in der Bronzezeit günstiger, sodass sowohl Ackerbau als auch Viehzucht und Fischfang in größerem Umfang möglich waren. Spuren deuten auf Terrassierungen von Hängen hin, um diese landwirtschaftlich besser nutzbar zu machen. Zudem bot die Insel damals gute Weideflächen.
Die gefundenen archäologischen Materialien weisen auf Beziehungen zum ägäischen Raum hin. Es gibt zwei Keramikstufen der Capo-Graziano-Kultur: In der älteren hat die Keramik glatte Oberflächen, mit eingeritzten linearen Motiven. Die Formen lehnen sich nach Luigi Bernabò Brea an Prototypen aus der frühhelladischen Phase III und vom Beginn der mittelhelladischen Phase Griechenlands an. Die Keramik der jüngeren Stufe ist oft mit eingeritzten Wellenlinien, Dreiecken und Rosetten aus eingedrückten Punkten verziert. Beispiele der älteren Keramik wurden noch in der ältesten Phase der Siedlung – sowie in den beiden oben genannten Vorgängersiedlungen am Hafen – gefunden, während in den folgenden Schichten Keramik ausschließlich der jüngere Stufe auftritt. Mit ihr vergesellschaftet sind nicht selten Fragmente importierter Mykenischer Keramik der Zeitstufen Späthelladisch I und II. Gefäße der Capo-Graziano-Kultur wurden auch als Grabbeigaben in natürlichen Felsspalten an den Abhängen der Montagnola und am Hafen gefunden. Die letzte Siedlungsphase von Capo Graziano ist durch die Milazzese-Kultur geprägt, die sehr enge Verbindungen zur Thapsos-Kultur Siziliens aufweist. In dieser Phase wurden die meisten bestehenden Hütten weitergenutzt und nur Fußböden erneuert; lediglich drei neue Hütten, in ähnlicher Bauweise wie die früheren, wurden neu errichtet. Die Siedlung wurde schließlich während der Milazzese-Zeit durch Brand zerstört.